# ديفيد هيوم
ديفيد هيوم (بالإنجليزية: David Hume) (ولد في 26 أبريل 1711 - توفي في 25 أغسطس 1776)، فيلسوف واقتصادي ومؤرخ اسكتلندي وشخصية مهمة في الفلسفة الغربية وتاريخ التنوير الاسكتلندي.
اشتهر كمؤرخ بداية، لكن الأكاديميين في السنوات الأخيرة ركزوا على كتاباته الفلسفية. وكان كتابه تاريخ إنكلترا مرجعا للتاريخ الإنجليزي لسنوات طويلة.
كان أول فيلسوف كبير في العصر الحديث يطرح فلسفة طبيعية شاملة تألفت جزئيا من رفض الفكرة السائدة تاريخيا بأن العقول البشرية نسخ مصغرة عن «العقل الإلهي». بدأ تشكيك ديفيد هيوم برفضه هذه «البصيرة المثالية» والثقة المشتقة منها بأن العالم هو كما يمثله البشر.عارض هيوم حجج وجود الاله كالحجة من التعقيد والحجة من المحرك الأول، كما رفض الديانات والمسيحية وكتبها كدليل على وجود خالق. وبدلا من ذلك رأى أن أفضل ما يمكن القيام به تطبيق أقوى المبادئ التجريبية والمفسرة الموجودة من أجل دراسة ظاهرة العقل البشري، فبدأ بمشروع شبه نيوتني «علم الإنسان».
قال عنه كانت، لقد أيقظني هيوم من «السبات الدوغمائي».
تأثر ديفيد هيوم جدا بتجريبيين مثل جون لوك وجورج بركلي وبكتاب فرنسيين وبمفكرين إنكليز واسكتلنديين مثل إسحاق نيوتن وساميل كلارك وفرانسس هتشون وآدم سميث وجوزف بتلر.
قامت فلسفة هيوم على عدم الثقة بالتأمل الفلسفي. ولكنه آمن أن كل معرفة جديدة تأتي نتيجة للخبرة، وأن كل الخبرات لا توجد إلا في العقل على شكل وحدات فردية من الخبرة، وكان يعتقد أنّ كل ما مَرّ به الفرد مباشرةً من خبرة لم يكن أكثر من محتويات شعوره الخاص، أو ما يتضمنه عقله الخاص. كما كان ديفيد هيوم يعتقد بوجود عالم ما خارج منطقة الشعور الإنساني، ولكن لم يطرأ على ذهنه أنّ هذا الاعتقاد كان من الممكن إثباته. انظر: الشكوكية؛ التجريبية.
أطلق هيوم على وحدات الخبرة الحيوية الفعّآلة اسم المدركات الحسِّية، أما وحدات الخبرة الأقل حيوية وفعالية فقد أطلق عليها اسم المعتقدات أو الأفكار. فالكلمات والمدركات لها معانيها عند الشخص إذا كانت لها علاقة مباشرة بوحدات الخبرة هذه. وكانت كل وحدة من الخبرة منفصلة متميزة عن بقية الوحدات الأخرى جميعها، على الرغم من أن الوحدات عادة ما تُمارس وتُجرب على أنها مرتبطة بعضها ببعض.
وطبقًا لما يراه هيوم، فقد ربطت ثلاثة مبادئ الأفكار المتحدة بعضها ببعض: 1- التشابه 2- التّماس أو التجاور 3- السبب والنتيجة (الأثر).
ففي التشابه؛ إذا ما تشابهت وحدتان من الخبرة، فإن التفكير في واحدة قد يؤدي إلى التفكير في الأخرى. أما في حالة إذا ما تلازمت وتجاورت وحدتان الواحدة مع الأخرى، فإن التفكير في واحدة قد يثير التفكير عن الأخرى. وفي حالة السبب والنتيجة، فإذا ما سبقت وحدة واحدة باستمرار وحدة أخرى، فإن فكرة الوحدة الأولى ستظهر في فكرة الوحدة الثانية.
وقد اشتهر هيوم بهجومه على مبدأ السببية. ويقرر هذا المبدأ أنه لا يمكن أن يحدث أو يظهر إلى عالم الوجود شيء من غير سبب. وكان هيوم يعتقد أنه بالرغم من أن حدثًا واحدًا (مجموعة من الانطباعات) يسبق دائمًا حدثًا آخر، إلا أن هذا لا يثبت أن الحدث الأول سبّب الحدث الثاني. وقال هيوم كذلك: إن التزامن المتواصل بين حدثين، ينشئ توقعًا بأن الحدث الثاني سوف يتم حدوثه بعد الأول. ولكن لم يكن هذا شيئًا أكثر من اعتقاد راسخ، أو عادة عقلية علمتنا إياها الخبرة، ولم يستطع أحد أن يبرهن أن هناك ارتباطات سببية بين الانطباعات
وقد بنى هيوم نظريته عن الأخلاقيات على الخبرة، رافضًا الرأي القائل بأن العقل في استطاعته التمييز بين الفضيلة والرذيلة. وقد فحص الظروف التي كان فيها الناس يتحدثون عن الأخلاقيات. وختم أقواله بأن الميزات الفاضلة عند الناس هي تلك التي كانت سائغة أو نافعة لهم. وكان هيوم يزعم أن الناس جميعًا يملكون عاطفة الخيرية؛ ومعناها الرغبة الطيبة، وأن هذه العاطفة كانت أساس الأحكام الأخلاقية.

## حياته وأعماله
ولد ديفيد هيوم في مدينة أدنبرة باسكتلندا شمال بريطانيا سنة 1711م لأب يعمل محامياً. توفي أبوه وهو في الثالثة ورباه عمه جورج الذي كان راعي كنيسة متشدد. وفي سنة 1722م التحق هيوم وهو في الحادية عشر بمدرسة أدنبرة التي أصبحت فيما بعد جامعة شهيرة. ودرس فيها علم الفيزياء الذي كان يسمى آنذاك بالفلسفة الطبيعية، وتعرف فيها على نظرية نيوتن، وتلقى تعليماً راقياً في الآداب الكلاسيكية اللاتينية التي عرفته على أعمال المدارس اليونانية الأبيقورية والرواقية التي سوف تسهم في تشكيل فكره الفلسفي. وفي قراءاته تعرف هيوم على أعمال الفلاسفة المحدثين وعلى رأسهم بيكون ومالبرانش وبايل. وعمل بالتجارة لفترة وجيزة في بريستول، لكن الحياة التجارية لم تكن تستهويه، ففضل السفر متنقلاً في أوروبا وخاصة فرنسا، ثم استقر لفترة في مدينة لافيش غرب فرنسا حيث كتب أحد أهم مؤلفاته وهو «بحث في الطبيعة البشرية». وعاد إلى لندن سنة 1737م لينشر الكتاب، لكنه لم يحظ بالنجاح الذي كان يتوقعه منه، وهذا هو السبب في أنه أعاد وضع فلسفته في صورة أبحاث أصغر هي «بحث في الفهم الأنساني» سنة 1746م، و«بحث في مبادئ الأخلاق» سنة 1751م.
وتعرف هيوم بعد عودته إلى لندن على هتشسون الفيلسوف الإسكتلندي الذي كان يشغل منصب أستاذ الفلسفة بجامعة غلاسكو، وكان هتشسون أستاذ آدم سميث المفكر الاقتصادي الشهير حيث تعرف عليه هيوم عن طريقه. وفي سنة 1746م عمل هيوم سكرتيرًا لدى الجنرال سانت كلير، وصحبه معه في مهام دبلوماسية إلى فيينا بالنمسا وتورينو بإيطاليا. وكان هيوم قد تقدم لنيل وظيفة أستاذ للفلسفة بجامعة غلاسكو سنة 1741م، لكن طلبه قد رفض نظراً لتشدد المتدينين هناك. وعاد سنة 1751م للتقدم لنفس الجامعة، فأخفق في نيل الوظيفة أيضاً، مما جعله يبحث عن وظيفة أخرى وهي محافظ مكتبة كلية المحامين في جامعة أدنبرة سنة 1752م. وهناك تمكن من الاطلاع على الكتب والوثائق والسجلات التي مكنته من تأليف كتابه عن تاريخ إنجلترا الذي استغرق منه الفترة من 1754م إلى 1761م. وفي هذا الكتاب اتبع هيوم طريقة جديدة غير مسبوقة في كتابة التاريخ، إذ بدأ بالأحدث متنقلاً إلى الأقدم، حيث بدأ بحكم جيمس الثاني (1430م-1460م) منتقلاً منه إلى الوراء حتى وصل إلى غزو يوليوس قيصر لإنجلترا سنة 55 ق.م.
وبين سنتي 1763م و1766م شغل هيوم منصب سكرتير السفارة الإنجليزية في باريس، وهناك تعرف على أشهر الفلاسفة الفرنسيين وأهمهم أصحاب الموسوعة الذين عرفوا بمذهبهم المادي وهم دالمبير وديدرو ودولباك وهلفسيوس. وبعد أن عاد إلى لندن سنة 1766م طلبت منه الكونتيسة الفرنسية بوفلور أن يوفر لجان جاك روسو مكانًا للإقامة في إنجلترا بعد أن طردته مدينة جنيف. واستجاب هيوم لطلبها واصطحب معه روسو إلى لندن، لكن حياة المدن الكبيرة لم تكن تروق لروسو، فوفر له هيوم بيتاً في الريف. وهناك شب نزاع بينهما، كان سببه اختلاف آرائهما ومزاج روسو السوداوي والكئيب ونفسيته الميالة إلى الشك من كل شئ ووساوس الاضطهاد والمطاردة، حيث كان هيوم أحد الأصدقاء المقربين من فلاسفة الموسوعة ألد أعداء روسو. وأخيراً شك روسو أن الحكومة البريطانية تريد قتله عن طريق هيوم، فهرب من إنجلترا إلى فرنسا. وفي سنة 1767م صار هيوم وكيلاً للوزارة، وفي سنة 1769م عاد إلى أدنبرة مسقط رأسه في اسكتلندا، حيث قضى فيها السنوات الباقية من حياته، وصادق فيها آدم سميث الذي تأثر بأفكار هيوم في كتابة عمله الأساسي «ثروة الأمم» سنة 1776م. وفي نفس هذه السنة توفى هيوم.

## المنهج التجريبي في دراسة الطبيعة البشرية
ينظر هيوم إلى كل معرفة تخص الإنسان على أنها فلسفة أخلاقية بما فيها نظرية المعرفة ومبحث السياسة والدين والاقتصاد. ومعنى هذا أن ما يفهمه هيوم من مصطلح "الفلسفة الأخلاقية ليس مقتصرًا على ما يُفهم عادة منه أنه يخص مبحث الأخلاق فحسب هيوم تنقسم المعارف البشرية إلى فلسفة طبيعية تضم كل معارفنا عن الطبيعة بالمعنى الفيزيائي والكيميائي والأحيائي والرياضي، وفلسفة أخلاقية تضم كل ما يخص الإنسان، ولأن المعرفة ظاهرة إنسانية هي والسياسة والاقتصاد والدين، فقد نظر إليها هيوم على أنها تنتمي إلى الفلسفة الأخلاقية. وكان في ذلك منطلقاً من الاعتقاد في أن ما يحدد كل إنتاج إنساني هو طبيعته الأخلاقية من انفعالات ومشاعر وعواطف وإدراك حسي ومخيلة وفهم. ولذلك فإن هيوم قد وضع لبحثه في الطبيعة البشرية عنواناً فرعياً هو "محاولة لإدخال المنهج التجريبي في الموضوعات الأخلاقية"، وهو يقصد بالموضوعات الأخلاقية كل أجزاء كتابه: الفهم الإنساني والانفعالات والأخلاق.
لم يكن هيوم هو أول من بحث في الطبيعة البشرية، ذلك لأن هذا البحث كان ملازماً للفكر الفلسفي منذ ظهوره لدى اليونان، لكنه يعد أول من بحث فيها انطلاقاً من المنهج التجريبي. وهو يقصد من المنهج التجريبي تتبع موضوعات الفلسفة من معرفة وأخلاق انطلاقاً من بداياتها الأولى، فهو يدرس المعرفة انطلاقاً من الإدراك الحسي وانطباعات الحواس، ويدرك الأخلاق انطلاقاً من الانفعالات. والحقيقة أن البدء بالإدراك الحسي والانفعالات لدراسة المعرفة والأخلاق يجعل نظريته سيكولوجية، وهو يعترف بذلك بالفعل ويذهب إلى أن علم النفس هو العلم الفلسفي الحقيقى عن جدارة. والملاحظ أن علم النفس الذي يفهمه هيوم هو علم الطبيعة البشرية، ولذلك نستطيع أن نفهم مصطلح «الطبيعة البشرية» باعتبارها العنوان العام لفلسفته على أنه الطبيعة السيكولوجية للبشر. ولهذا السبب ينظر إلى هيوم على أنه من إرهاصات علم النفس التجريبي الحديث.
كما يقصد هيوم من تطبيق المنهج التجريبي على الموضوعات الفلسفية والأخلاقية أن يكون مُشِّرح الطبيعة البشرية، مثلما يفعل الطبيب ودارس الجسم الإنساني عندما يشرح الجسم ويكشف أن الأنسجة والتكوين الداخلي ووظائف الأعضاء. وهدف هيوم من ذلك الوصول إلى الدقة العلمية التي حازتها العلوم الطبيعية في مجال الموضوعات الأخلاقية. كما يهدف هيوم من تشريح الطبيعة الإنسانية الوصول إلى المبادئ الأساسية الحاكمة لهذه الطبيعة. وقد أخذ إيحاءه في ذلك من الإنجاز الذي حققه نيوتن لعلم الطبيعة أو الفيزياء. اكتشف نيوتن عدداً قليلاً من المبادئ التي تحكم كل حركة فيزيائية سواء على الأرض أو في الأفلاك، وينظر هيوم إلى الطبيعة البشرية على أنها في النهاية طبيعة، يمكن دراستها والوصول فيها إلى المبادئ الأساسية الحاكمة لها تماماً مثلما أمكن لنيوتن أن يتوصل إلى مبادئ الطبيعة الفيزيائية ولأن العلم النيوتوني هو في الأساس علم للحركة، فقد نظر هيوم أيضاً إلى علم الطبيعة البشرية على أنه علم للحركة، لكنها الحركة النفسية لا الحركة الفيزيائية، وبذلك انطلق من المبادئ الأساسية التي تحرك النفس الإنسانية مثل الانفعالات والأحاسيس، والمشاعر، مؤسساً عليها نظريته في المعرفة وفي الأخلاق. لكن هيوم الذي بدأ بالاعتقاد في أن علم الطبيعة البشرية يجب أن يكون علماً لحركة النفس، وذلك في «بحث في الطبيعة البشرية» انتهى في مؤلفاته اللاحقة إلى النظر إلى ذلك العلم على أنه علم وظائف لا علم حركة، ذلك لأنه اكتشف أن حركة النفس صادرة عن وظائف للنفس. ولذلك فهو لم يطبق نموذج العلم النيوتوني بحذافيره، لأن المنهج التجريبي عند تطبيقه على الموضوعات الأخلاقية لن يكون بحثاً عن الحركة مثلما هو الحال مع الفيزياء. بل سيصبح بحثاً عن الوظيفة. وهذا هو بالضبط ما يميز هيوم عن توماس هوبز مثلاً، وهو أيضاً السبب الذي جعل هيوم يتوصل إلى أن أفعال النفس صادرة عن ملكات معرفية وأخلاقية، وتحدث بتوسع عن الإدراك الحس والمخيلة والفهم باعتبارها ملكات معرفية.
إن سبب إعجاب هيوم بالعلم الطبيعي النيوتوني هو أن هذا العلم قد نجح في تفسير حركة الأجسام الأرضية والسماوية بقليل من المبادئ العامة والكلية، وهذا ما جعله يحاول دراسة الطبيعة الإنسانية بنفس الأسلوب الذي درس به نيوتن الطبيعة الفيزيائية، هادفاً التوصل إلى أهم القوانين والمبادئ التي تحكم الطبيعة البشرية والسلوك الإنساني، الأخلاقي والمعرفي والسياسي والاقتصادي. وكان هيوم ينظر إلى المنهج التجريبي على أنه هو المنهج العلمي، وأن الدراسة العلمية للطبيعة البشرية هي دراسة من منطلق المنهج التجريبي.
ومن متطلبات المنهج التجريبي رفض الانطلاق من أي تصورات قبلية مسبقة عن الطبيعة الإنسانية، بل ترك البحث يأخذ مجراه الطبيعي ملاحظاً سلوك الإنسان تاركاً التأملات القبلية في الطبيعة الإنسانية، مثل الافتراض بأنها طبيعة خيرة أو طبيعة شريرة، مثلما كان يفعل الفلاسفة القدماء،
ولا يمكن أيضاً الانطلاق من ملاحظة سلوك الباحث نفسه والتأمل في ذاته على طريقة ديكارت. ذلك لأن هيوم يرفض التأمل الباطني باعتباره وسيلة يتوصل بها إلى الطبيعة الإنسانية. هذه الطريقة استخدمها ديكارت، وتوصل بها إلى أن الإنسان ذو طبيعة مفكرة في الأساس ويوجد باعتباره شيئاً مفكراً، وما الجسد الإنساني سوى ملحقاً بالعقل. وقد توصل ديكارت إلى هذه النتيجة الخاطئة من وجهة نظر هيوم لأنه اعتمد على التأمل وحده وعلى الحدس الداخلي الذي أثبت به وجود الأنا أفكر ووجود الإله والعالم، وعندما يعكف المفكر على تأمل فكرة ذاته وحسب يدرك خطأ ً أنه وجود مفكر وحسب. وفي مقابل ديكارت يرفض هيوم طريقة التأمل الداخلي هذه ويشرع في بحث سلوك الناس وما يكشف لنا هذا السلوك من انفعالات وعواطف. وفي ذلك يقول هيوم
| ديفيد هيوم | يجب علينا ممارسة تجاربنا في هذا العلم من الملاحظة الدقيقة والحذرة للحياة الإنسانية، وأخذها كما تظهر في العالم، عن طريق سلوك البشر في اجتماعهم وتسيير شئونهم وفي مشاعرهم | ديفيد هيوم |

.
وتقترب طريقة تفكير هيوم من نيوتن ومنهجه في جانب أساسي من فلسفته، وهو المتعلق بالمعرفة. ذلك لأن نيوتن قد درس الطبيعة على أنها مكونة من ذرات بسيطة ومن حركة عامة هي الجاذبية. وهيوم كذلك يدرس الطبيعة البشرية من منطلق أنها مكونة من إدراكات بسيطة يصنع منها الفهم إدراكات مركبة، كما يدرس هذه الإدراكات على أساس الترابط بينها في الذهن، وهو ما يعرف بنظرية ترابط الأفكار. وترابط الأفكار هذا ينظر إليه هيوم على أنه شبيه بالتجاذب بين الأجسام في مجال الفيزياء النيوتونية. يقول هيوم في ذلك «هذه هي إذن مبادئ اتحاد وتجانس أفكارنا البسيطة، والتي تقدم لنا في المخيلة رابطاً لا ينفصل، بها تتحدد في الذاكرة. ونجد هنا نوعاً من الجذب، الذي سوف نكتشف أن له آثاراً كبيرة في العالم العقلي مثلما كان له في العالم الطبيعي». يُشِّبه هيوم في هذا النص ترابط الأفكار وفق مبدأ عام بالاتحاد والتفاعل بين الأجسام الفيزيائية وفق مبدأ الجاذبية، وهو يستعير نفس مصطلح «الجاذبية» ليصف ما يحدث بين الأفكار في المخيلة والذاكرة، وهو ذاته المصطلح الذي يصف حركة الأجسام في الفيزياء النيوتونية.
ينطلق هيوم في بحثه في الطبيعة البشرية من فكرة أساسية، لم يتوصل إليها ببرهان عقلي أو استدلال، بل عن طريق ملاحظة سلوك البشر. تذهب هذه الفكرة إلى أن ما يحكم السلوك الإنساني، سواء كان معرفياً
أو أخلاقياً أو فنياً، هو الإحساسات. فلأننا نتلقى إحساساً باللون الأحمر نعتقد في وجود هذا اللون، ولأننا نتلقى أحاسيس اللذة والألم تكون لدينا أفكاراً عن اللذة والألم، ونسعى بذلك للحصول على اللذة وتجنب الألم. والطبيعة الإنسانية مؤسسة بحيث تجعلنا نستحسن أشياء ونرفض أشياء أخرى، ويعني هذا أن قبول أو رفض شئ ما سواء كان صحيحاً أو خاطئاً، جميلاً أو قبيحاً، خيراً أو شريراً، لا يعتمد على قرار نتخذه عن طريق الموازنة العقلية والاستدلال والبرهان، بل يعتمد على طبيعتنا البشرية التي هي في الأساس إحساسات ومشاعر. أما العقل فلا يحتل دوراً في هذه المجالات، ويقتصر دوره على المجال العلمي وحده. والهدف الأساسي لدى هيوم هو اكتشاف الإمكانات والتوجهات الكامنة في الطبيعة البشرية التي تجعلها تسلك سلوكها المعروف عنها. وأهم توجهات الطبيعة الإنسانية التي تتحكم في سلوك الإنسان ومعرفته ومعتقداته هي الانفعالات. ويعلي هيوم من شأنها حتى أنه يعطيها الأولوية على العقل ذاته، ويجعل العقل نفسه خاضعاً لها. ويقول في ذلك «العقل عبد للانفعالات، ولا يمكنه أن يفعل أي شئ سوى أن يخدمها ويطيعها».
والحقيقة أن هذه النظرة للطبيعة الإنسانية والتي تعطي الأولوية للانفعالات على العقل مناقضة تماماً للنظرة التقليدية للإنسان والتي سادت التفكير الفلسفي منذ أرسطو الذاهبة إلى أن الإنسان كائن عقلاني في الأساس، والتي تُعِّرفه على أنه حيوان ناطق، وتميزه عن باقي الكائنات الحية بما لديه من عقل وقدرة على التفكير. لكن هيوم يقف ضد هذا الميراث الطويل ويقر بأن الانفعالات والأحاسيس والعواطف هي ما يشكل الطبيعة الإنسانية. وقد كان مبرره في ذلك قوياً، لأن الإنسان يسلك في حياته اليومية حسب نفس الصفات التي حددها هيوم للطبيعة البشرية، بالإضافة إلى أن استخدام العقل والتفكير العقلاني مقصور على الممارسة العلمية. إذا أردنا البحث عن الدوافع الأولى والأساسية للسلوك البشري فيجب علينا الانتهاء حتماً إلى الانفعال والإحساس والعاطفة لأن العقل لا يمكن أن يشكل دافعاً للسلوك. فحسب فلسفة هيوم فإن العقل الإنساني ليس سوى ملكة منظمة لما يتلقاه الإدراك من انطباعات على المستوى المعرفي، أو ما تتلقاه النفس الإنسانية من لذة وألم. هذا الدور التنظيمي المحدود للعقل يجعل للانفعال الأولوية القصوى لدى هيوم، فلا يمكن للشئ الذي يقتصر دوره على التنظيم أن يكون موجهاً، أو دافعاً للسلوك، بل إن العقل نفسه لدى هيوم يعد ملكة في خدمة الانفعال، حيث تضفي شيئاً من العقلانية والتبرير العقلاني المنطقي لدوافع وتوجهات ليس لها أدنى علاقة بالعقل بل تنتمي كلها إلى الانفعال. ويصر هيوم على أن العقل ليس له أي دور في حياة البشر وسلوكهم. كما أن دوره منعدم في مجال الاعتقاد، ولا يمكن للبشر أن يسلكوا ويستمروا في الحياة بدون اعتقاد وعلى أساس العقل وحده لا يمكن الوصول إلى أي اعتقاد، وإذا كان البشر يسلكون وفقاً للعقل لتوقفوا عن الإيمان بأي اعتقاد لكن هذا غير صحيح بالمرة، فالبشر يمارسون الاعتقاد كل يوم وفي كل وقت، وهذا أكبر دليل على أن العقل لا يشكل أي دور في حياتهم.

## المعرفة

### كتاب بحث في الطبيعة الإنسانية
يتكون كتاب "بحث في الطبيعة الإنسانية من ثلاثة كتب، الأول عن الفهم، وفيه يتناول هيوم الأفكار من حيث أصلها وأجزاءها وما يجري عليها من تجريد وما يحدث بينها من علاقات، بالإضافة إلى أفكار الزمان والمكان والسببية والاعتقاد والاحتمال. والكتاب الثاني عن الانفعالات، وفيه يتناول هيوم الكبرياء والتواضع، والحب والكره، والإرادة. والكتاب الثالث عن الأخلاق، وفيه يتناول الفضيلة والرذيلة، والعدالة والظلم، والخير والإحسان. والكتاب بهذه الصورة يحتوي على نظرية في المعرفة في الكتاب الأول، وسيكولوجيا للانفعالات في الكتاب الثاني، ونظرية أخلاقية في الكتاب الثالث. لكن سبق أن قلنا أن أساس نظرية هيوم في الطبيعة البشرية هو النظرة إلى الكائن البشري من منطلق الانفعال لا العقل، ولذلك فإن البداية الحقيقية لنظرية هيوم هي في الكتاب الثاني حول الانفعالات لا الكتاب الأول حول الفهم والمعرفة. وهذا ما جعل أبرز الباحثين في فلسفة هيوم وهو نورمان كيمب سميث إلى الذهاب إلى أن الكتاب الثاني هو البداية الحقيقية لفلسفة هيوم، وما الكتاب الأول حول الفهم والمعرفة سوى تطبيق لنظرية حول الانفعالات لم يقدمها هيوم إلا في الكتاب الثاني. وقد ذهب كيمب سميث إلى أن بداية هيوم بالمعرفة كانت خاطئة، إذ كان عليه أن يبدأ بالانفعالات منطلقاً منها إلى المعرفة والأخلاق لا العكس، وأن هذه البداية الخاطئة أدت إلى سوء فهم لفلسفة هيوم، إذ أدت إلى اشتهار هيوم بأنه فيلسوف الشك، وإلى النظر إلى الفهم الإنساني على أنه يشكل أساس الانفعالات والأخلاق وهذا غير صحيح. فلم يتبنى هيوم نظرة شكية في الفلسفة من منطلقات ابستمولوجية بل من المنطلق السيكولوجي الذي وضعه في الكتاب الثاني حول الانفعالات، ما الشكية الابستمولوجية عنده والتي تنصب حول السببية والاعتقاد وأفكار الجوهر والعلاقة سوى توسيع لنظرته الشكية حول الانفعالات. وهذا ما جعل سميث يعيد ترتيب أفكار هيوم ويبدأ بالانفعالات منتقلاً منها إلى الأخلاق وأخيراً إلى المعرفة. هيوم قبل أن يعرض للانفعالات كان عليه أن يتعامل مع عناصر الإدراك الحسي البسيط، ومع الكيفية التي يفهم بها العقل الأشياء، فتلقي الانطباعات الحسية من الخبرة التجريبية له الأولوية على تكوين النفس للانفعالات. ويبدو أن هيوم كان مدركاً أن البحث في الطبيعة البشرية، حتى ولو كان أساسها انفعالي، يجب أن يبدأ بالقدرة على تلقي الانطباعات الحسية وتكوين الأفكار وإقامة الصلات بينها، فهذا هو أول مستوى يكشف عن تعامل الطبيعة الإنسانية مع الخبرة.

### الانطباعات والأفكار
لا يطلق هيوم على موضوعات العقل مصطلح «الأفكار» كما فعل لوك، بل يطلق عليها «إدراكات»، وهو يقسم هذه الإدراكات إلى نوعين: الانطباعات والأفكار. ويميز هيوم بين الموضوعات التي تدخل العقل على أساس تمييزه بين الإحساس والخبرة من جهة والتفكير والاستدلال من جهة أخرى، ذلك لأنه كي يتمكن العقل من التفكير والاستدلال فيجب أن يكون حاصلاً في البداية على انطباعات تأتي من الإحساس والإدراك الحسي. وفي حين أطلق لوك مصطلح «الأفكار» على كل عناصر العقل سواء كانت حسية أو عقلية، مجردة أو انفعالية، فإن هيوم يضع في البداية «الإدراكات» ويقسمها بعد ذلك إلى انطباعات حسية وأفكار، محتفظاً في هذا التقسيم بالمعنى الأصلي للأفكار والذي يدل على الجانب العقلي المجرد من عناصر التفكير.

ويميز هيوم بين الانطباعات والأفكار على النحو التالي 
| ديفيد هيوم | إن الفرق بينهما يتمثل في درجة القوة والحيوية التي تؤثر بها على العقل وتدخل عن طريقها في التفكير والوعي. فتلك الإدراكات التي تدخل بكل قوة وعنف يمكن أن نسميها الانطباعات، وتحت هذه التسمية أفهم كل إحساساتنا وانفعالاتنا وعواطفنا كما تظهر لأل مرة في النفس. وأعني بالأفكار الصور الخافتة لهذه في التفكير والاستدلال، مثل تلك التي تظهر في هذا البحث. | ديفيد هيوم |

 ومعنى هذا أن الفرق بين الانطباعات والأفكار هو فرق في الدرجة لا في الطبيعة، والاثنان عنده من نوع واحد، إذ هما معاً إدراكات. وإذا كانت الانطباعات حسية فالأفكار أيضاً حسية، وكل الفرق بينهما أن الانطباعات إدراكات تنطبع على الإدراك الحسي، والأفكار إدراكات تنطبع على العقل. وما ينطبع على الإدراك الحسي يكون قوياً وعنيفاً، وما ينطبع على العقول يكون خافتاً ضعيفاً. والإدراك المنطبع على الإدراك الحسي هو تأثر مباشر للحواس بالأشياء وبالخبرة التجريبية، أما الإدراك المنطبع على العقل فهو مجرد صورة خافتة للأشياء والخبرة. وإذا كان الإدراك الحسي يتلقى تأثيرات قوية من الخارج فإن العقل لا يتلقى إلا صوراً، بمعنى أنه لا يتلقى الانطباع الحسي نفسه بل يتلقى صورة ذهنية عنه.
ولأن هدف هيوم الأساسي سواء في الكتاب الأول من «بحث في الطبيعة البشرية» أو في كتابه الآخر في المعرفة وهو «بحث في الفهم الإنساني» الكشف عن الطريقة التي يفكر بها الإنسان والتي تتحدد وفق طبيعته، ولأن هذه الطبيعة لدى هيوم طبيعة انفعالية في الأساس، فلقد ذهب إلى أن التفكير غير ممكن إلا بحضور إدراكات في الذهن، وهذه الإدراكات إما أن تكون انطباعات أو أفكار. ولأن الأفكار ذاتها ليست سوى صور عقلية لانطباعات حسية فمعنى هذا أن كل تفكير بالنسبة لهيوم ينطوي على استقبال لانطباعات، وبذلك يعطي الأولوية للإدراك الحسي في المعرفة. ويمكننا النظر إلى هذه النظرية على أنها سيكولوجية أو تكوينية. فهي سيكولوجية لأنها ترد ا لمعرفة إلى تأثر الحواس بالأشياء في صورة انطباعات وأفكار، وهي تكوينية لأنها تتبع عملية المعرفة إلى أبسط مكوناتها أو مدخلاتها الأولى من الإحساسات. كما أنها في نفس الوقت تطورية، ذلك لأن النظر إلى المعرفة على أنها تبدأ بمرحلة الإحساس، ثم الإدراك الحسي الذي يتلقى الانطباعات ثم الذهن الذي تنطبع فيه الإحساسات في شكل صور ذهنية، ثم صنع الذهن من هذه الصور الذهنية لأفكار ثم لعلاقات، يعد نظرية تطورية في المعرفة، شبيهة بعلم النفس المعرفي التطوري عند جان بياجيه. ولقد سبق أن لاحظنا أن هذا التشابه مع بياجيه ينسحب على نظرية المعرفة عند لوك. ولذلك ينظر إلى لوك وهيوم على أنهما من إرهاصات علم النفس المعرفي الحديث، ومن الممهدين لبياجيه. والذي يجعل نظرية هيوم في المعرفة نظرية سيكولوجية أنها تركز على عملية التفكير باعتبارها عملية وظيفية إجرائية، حتى أنه يميل إلى النظر إلى الانفعال المعرفي للذهن البشري على أنه يرجع إلى ملكات ذهنية، إذ يذهب في سياق شرحه لنظريته في المعرفة إلى النظر إلى الإحساسات والربط بينها على أنها وظيفة لملكة الذاكرة والمخيلة على التوالي، والنظر إلى وظيفة الربط بين الانطباعات والأفكار على أنها وظيفة لملكة الفهم. هذا التأكيد على الملكات المعرفية باعتبارها قائمة بوظائف هو الذي يميز نظرية هيوم عن نظرية لوك، وهو أيضاً الذي جعل هيوم هو المؤثر الأكبر على كانط الذي سوف تكتمل على يديه نظرية المعرفة باعتبارها نظرية في وظائف وملكات الذهن البشري.
ويضيف هيوم إلى نظريته حول العلاقة بين الانطباعات والأفكار توضيحاً ضرورياً، يقول فيه أنه مثلما أن الأفكار صور للانطباعات، فيمكننا أن نكوِّن أفكاراً ثانوية تكون صوراً للأفكار الأولية. فاللون الأحمر الذي أفكر فيه هو صورة ذهنية لإدراكي الحسي لهذا اللون، وهذه الصورة الذهنية هي فكرة أولية، تؤدي إلى تكوين لفكرة ثانوية تكون صورة ذهنية من مستوى ثاني أكثر تجريداً عن فكرة اللون ذاتها. ويذهب هيوم إلى أن هذا التمييز بين فكرة أولية وفكرة ثانوية ليس استثناءً من نظريته حول أولوية الانطباعات على الأفكار بل هو تأكيد لها، ذلك لأن هذا التمييز يثبت إمكان أن تقوم الفكرة الأولية بدور انطباع من مستوى ثاني يؤدي إلى ظهور فكرة ثانوية. ومعنى هذا أن ما يسميه هيوم بالانطباع ينسحب على ما تستقبله الحواس من إدراكات، وأيضاً على ما يستقبله العقل من أفكار أولية.
ويميز هيوم بين نوعين من الانطباعات: انطباعات الإحساس وانطباعات التفكير أو الانعكاس. ويقول عن انطباعات الإحساس أنها «تنشأ في النفس أساساً، من أسباب غير معروفة». لكن كيف تكون أسباب انطباعات الإحساس غير معروفة؟ إن هذا التصريح من قبل هيوم يعد من أكثر أجزاء فلسفته غموضاً، وكان مصدراً لاعتراضات كثيرة من قبل دارسي فلسفته، ويمكننا تبرير فكرة هيوم هذه بمعرفة رأيه في النفس. كان الأحرى لهيوم أن يؤكد تأكيداً حاسماً على أن انطباعات الإحساس تتمتع بصحة ويقين مطلق مثلما ذهب لوك، إلا أنه لم يفعل ذلك واختلف عنه. وتعد هذه النقطة من أهم الجوانب التي اختلفت فيها تجريبية هيوم عن تجريبية لوك. إن هيوم في العبارة السابقة لا يتحدث عن وجود الانطباعات الحسية ذاتها، فهو لا يشك في وجودها أو في الموضوعات الحسية التي تؤثر على أعضاء الحس، بل يشك في كيفية الانطباع نفسه، في النفس الإنسانية، ذلك لأن عملية الانطباع في حد ذاتها تنطوي على موضوع مدرك حسياً ينطبع في النفس، وعلى النفس التي يظهر فيها الانطباع. لا يشك هيوم في وجود وحقيقة الموضوع المنطبع أو الانطباع ذاته، بل يشك في موضوع الانطباع وهو النفس، ذلك لأن النفس ذاتها لا تعرف بانطباع حسي بل بعملية استدلال عقلية مجردة. وما يعرف بانطباع حسي يكون ضرورياً، أما ما يعرف باستدلال وبرهان يكون احتمالياً. كيف إذن تُعرف الانطباعات الضرورية بشئ محتمل مثل النفس؟ وكيف يُعرف ما هو مباشر وغير متوسط عن طريق وسيط غير مباشر وغير واضح لدى الذات الإنسانية أثناء عملية الانطباع؟ كل هذه الصعوبات هي التي جعلت هيوم يضع العبارة السابقة التي يشك فيها في أسباب نشوء الانطباعات الحسية في النفس، ذلك لأن النفس لا تعرف مباشرة وبوضوح أثناء عملية الانطباع، وتأتي معرفتها بعد ذلك بممارسة التفكير في العمليات الذهنية التي تقوم بها. وكل ما نعرفه عن النفس هو تلك العمليات الذهنية، أما النفس ذاتها من حيث الجوهر فلا نعرفها، ذلك لأن هيوم لا يعتقد في أن النفس الإنسانية جوهر ثابت بعكس ما ذهب ديكارت ولايبنتز، وكل ما نعرفه عنها هو آثارها وأفعالها، وهي في حقيقتها ليست سوى هذه الأفعال، فهي وظيفة وليست جوهراً ومن أجل ذلك ذهب إلى أن سبب الانطباع لا يمكن معرفته بما أننا لا نعرف النفس معرفة حقيقية باعتبارها جوهراً. وإذا فكرنا في النفس على أنها ليست سوى مجموعة من الأفعال الذهنية فكأننا بذلك نردها إلى وظيفتها الحسية وحسب، أما جوهرها العقلي فلا يمكن معرفته. وإذا كانت النفس هي سبب نشوء الانطباعات فيها لكانت بذلك جوهراً، لكنها ليست جوهراً، بالتالي فسبب الانطباعات لا يمكن معرفته.
أما انطباعات التفكير فيذهب هيوم إلى أنها ترجع إلى الأفكار. فعندما يؤثر انطباع ما على أعضاء الحس ويجعلنا ندرك الحرارة أو البرودة، العطش أو الجوع، اللذة أو الألم، فإن لهذا الانطباع نسخة أخرى يستقبلها العقل تبقى فيه بعد أن يختفي الانطباع، وهذه النسخة هي ما يسميها هيوم فكرة. هذه الفكرة عن اللذة والألم عندما ترجع إلى النفس، تنتج انطباعات جديدة بالرغبة والإحجام، أو الرجاء والخوف، وهي ما يطلق عليه هيوم انطباعات التفكير لأنها مستقاة من التفكير حول الانطباعات الأولية السابقة. ومعنى هذا أن انطباعات التفكير تسبق الأفكار، لكنها لا تعتمد على انطباعات الإحساس. وبذلك يمكننا ترتيب العملية الذهنية في الترتيب التالي: انطباعات الحواس ، وأفكار أولية، وانطباعات التفكير، وأفكار ثانوية، وأفكار مجردة (المكان والزمان والسببية والاعتقاد).

### ملكات المعرفة
بعد أن يشرح هيوم العلاقة بين الانطباعات والأفكار، يأتي على أحد أهم جوانب نظريته في المعرفة وهو المتعلق بالملكات المعرفية، وهو يشرح بالتفصيل ملكتين هما الذاكرة والمخيلة يذهب هيوم إلى أن الانطباع عندما يحضر للعقل يكون فكرة، وهذه الفكرة توجد فيه بطريقتين: إما أن تحضر الفكرة بشئ من الحيوية، أو أن تفقد هذه الحيوية وتصبح فكرة كاملة. والملكة التي يستعيد بها الذهن الفكرة بحيويتها وكما تلقاها من الحواس هي الذاكرة، والملكة التي يفكر بها الذهن في الأفكار بعد أن تكون إحساساتها قد غابت عن الإدراك الحسي تسمى المخيلة. ومعنى هذا أن ملكتي الذاكرة والمخيلة يختصان باستحضار الفكرة بعد أن يكون إحساسها قد غاب عن الإدراك الحسي، الذاكرة تستعيد الفكرة كما حدثت وترسمها بألوانها الحقيقية، أما المخيلة فهي استحضار صورة ذهنية باهتة عن الفكرة. ويبدو من شرح هيوم لملكة الذاكرة والمخيلة أن الفرق بينهما هو فرق في الدرجة، بحيث تستحضر الذاكرة الفكرة الحيوية وتستحضر المخيلة فكرة باهتة. لكن الفرق بينهما ليس فرقاً في الدرجة وحسب، بل فرق في النوع أيضاً. ذلك لأن الذاكرة
لا يمكنها إلا التفكير في الأفكار الحسية، أما المخيلة فتختص بالتفكير في الأفكار المجردة أو بانطباعات الدرجة الثانية. ويعطي هيوم الأولوية للذاكرة في العمليات العقلية الأكثر رقياً وتعقيداً، مثل إدراك التوالي أو التتابع، والاستدلال والحكم. والحقيقة أنه أخطأ في ذلك، لأن هذه العمليات العقلية تعتمد على الأفكار المجردة وعلى الكليات، وهذه ليست من إنتاج المخيلة بل من إنتاج الفهم، ومعنى هذا أن إدراك العلاقة بين فكرة وأخرى وإدراك السببية والقيام بفعل الحكم لا يمكن أن يعتمد على الذاكرة وحدها بل على المخيلة، ذلك لأنها هي القدرة على استحضار علاقات بين انطباعات ليست موجودة في الحواس، وهذا الاستحضار للعلاقات في المخيلة هو في الحقيقة ليس استحضاراً لشئ كان موجوداً أمام الحواس وغاب عنها كي تستعيده الذاكرة، بل هو إنتاج لهذه العلاقات التي لم يعيها الإدراك الحسي منذ البداية. تبدو ملكة المخيلة عند هيوم على أنها سلبية ومتلقية وحسب، في حين أنها إيجابية، ذلك لأنها تكتشف وتقيم علاقات بين الأفكار لم تكن واضحة للحواس. وكان عدم قدرة هيوم على التمييز الدقيق بين وظيفتي الذاكرة والمخيلة من بين النقاط التي نقدها كانط وميز على أساسها بين وظيفتين للمخيلة، متلقية ومنتجة.
وعلى الرغم من تلك الانتقادات التي توجه لنظرية هيوم في ملكة المخيلة، إلا أنه في الحقيقة يلحق بها شيئاً من الاستقلال عن الذاكرة ويجعلها في مرتبة وسط بينها وبين ملكة الفهم، ذلك لأنه يلحق بها وظيفة تداعي الأفكار (بالإنجليزية:association of ideas). يذهب هيوم إلى أن المخيلة تفصل بين الأفكار البسيطة وفي نفس الوقت تربط بينها، لكنها لا تقوم بهذا الربط اعتباطاً بل على أساس مبدأ موجه وهو تداعي الأفكار. ولم ينظر هيوم إلى القدرة على إحداث التداعي بين الأفكار على أنها خاصة بالمخيلة وحدها بل ذهب إلى أن للذاكرة دوراً أساسياً في هذا التداعي. ولذلك فهو لا يزال يعطي الأولوية للذاكرة. أما المخيلة ذاتها فتختص بالقيام بفعل التداعي نفسه، وهذا الفعل يقوم بوظيفته على أساس ثلاث مبادئ: التطابق (بالإنجليزية:Resemblance) والاختلاف (بالإنجليزية: Contiguity) والسبب والنتيجة (بالإنجليزية:Cause and Effect). فالمخيلة تستطيع الانتقال من فكرة إلى أخرى والربط بينهما إذا كان بينهما تطابق، وإذا كان بين الفكرتين اختلاف فإن حضور الواحدة منهما يؤدي إلى تداعي الفكرة الأخرى، وكذلك الحال بالنسبة للسبب والنتيجة، فحضور السبب يؤدي إلى تداعي النتيجة في الذهن عن طريق المخيلة حتى لو لم تكن النتيجة حاضرة، والعكس صحيح أيضاً إذا حضرت النتيجة ويتم تداعي سببها في المخيلة. لكن لا تزال هناك صعوبات في نظرية هيوم في المخيلة، فإذا كانت المخيلة تقوم بوظيفة التداعي بين الأفكار على أساس مبادئ التطابق والاختلاف والسببية، فهل يعني هذا أن هذه المبادئ الثلاثة قبلية في المخيلة؟ لم يطرح هيوم هذا السؤال وبالتالي لا نجد عليه إجابة في فلسفته. فما هو مصدر مبادئ التداعي الثلاثة في المخيلة؟ يميل هيوم إلى الذهاب إلى أن هذه المبادئ تنمو بتلقائية بناء على اعتماد المخيلة على استعادة الانطباعات الحسية. لكن هل يمكن النظر إلى هذه المبادئ على أنها مبادئ عقلية خالصة أم أنها مجرد أفعال تلقائية؟
لا ينشغل هيوم بهذه النوعية من الأسئلة، تلك التي سوف تشغل كانط في «نقد العقل الخالص»، وكل ما كان يهم هيوم في استعراضه لملكة المخيلة وأفعالها في التداعي هو توضيح أن السببية ليست قانوناً حاكماً للعلاقة بين الأشياء يكتشفه العقل البشرى بقدر ما هي طريقة المخيلة في الربط بين الأفكار، بمعنى أن السببية فعل ذهني وحسب يصدر بناء على طبيعتنا البشرية ولا يمكن أن يؤدي إلى معرفة أي حتمية خاصة بالطبيعة، فكل ما في الطبيعة احتمالي وممكن.
وعند هذا الوصف لمبادئ التداعي لدى المخيلة ينتهي حديث هيوم عنها، وينتقل منها إلى أفكار ثلاثة أخرى، لا تخص المخيلة بل تخص ملكة الفهم وهي أفكار العلاقات والأحوال والجواهر. وهو ينتقل من مبادئ التداعي في المخيلة إلى مبادئ ملكة الفهم في فقرة يقول فيها «ومن بين آثار هذا الاتحاد أو الترابط بين الأفكار ليس هناك ما هو أكثر أهمية من تلك الأفكار المركبة والتي هي الموضوعات العامة لتفكيرنا واستدلالاتنا، والتي تنشأ من اتحاد أصلي بين أفكارنا البسيطة. هذه الأفكار المركبة تنقسم إلى العلاقات والأحوال والجواهر.» إن هيوم بذلك يؤسس تلك الأفكار المركبة على أساس أفعال المخيلة وقوانين التداعي الثلاثة فيها. والملاحظ أن هيوم لا يتناول مسألة وجود علاقات
أو أحوال أو جواهر في العالم الحقيقي، فليس هدفه أنطولوجياً في الأساس، بل هدفه الأساسي إبستمولوجى، وبمعنى أدق سيكومعرفي، إذ يهدف توضيح العمليات الذهنية التي ندرك عن طريقها علاقات وأحوال وجواهر. وبذلك لن تكون ملكة الفهم التي تشتغل بأفكار العلاقة والحال والجوهر مستقلة في أفعالها بل ستكون تابعة لملكة المخيلة، إذ تعتمد عليها في إمدادها بنظام وترتيب معين للأفكار في صورة تطابق أو اختلاف أو سبب ونتيجة. وهذا عكس وضع ملكة الفهم عند كانط والتي تحوز على استقلال عن ملكة المخيلة بما لديها من مبادئ قبلية في التركيب بين الظاهرات.
وعلى الرغم من أن القدرة على إقامة العلاقات تخص الفهم، إلا أن للمخيلة نصيب فيها، إذ يتمثل دورها في إدراك أدنى أنواع العلاقات وهي التطابق والهوية. التطابق هو العلاقات التي تدركها المخيلة، أما الفعل المعرفي الذي يقوم به الفهم على أساس التطابق فهو المقارنة. والهوية هي العلاقة التي يكتشفها الذهن في الموضوع الدائم المستمر، لكنه المستمر في زمان ومكان مختلف. ولذلك يأتي هيوم على فكرة الزمان والمكان مباشرة مع مفهوم الهوية، وهما يعدان أساس المقارنة وفق الأبعاد المكانية والزمانية مثل التجاور والمسافة والقبل والبعد. ومن بين العلاقات الأخرى التي يعددها هيوم تلك المتعلقة بالكم مثل العدد، والمتعلقة بالكيف مثل الدرجة، وعلاقة أخرى يبدو أنها لا تقيم أي صلة بين الأفكار لكنها في الحقيقة تقيم صلة من نوع ما وهي التنافر، وأخيراً هناك علاقة السبب والنتيجة التي سوف يتوسع هيوم في شرحها في بقية بحثه.

### الجواهـــر
أما الجوهر فإن لهيوم نظرية خاصة فيها، إذ يرفض أن يكون للجوهر وجود حقيقي في الأشياء ويذهب إلى أنه مجرد طريقتنا نحن في التفكير، وهو يختزل الجوهر إلى الانطباعات. يقول هيوم: "إنني أسأل هؤلاء الفلاسفة الذين يؤسسون كثيراً من استدلالاتهم على التمييز بين الجوهر والعرض والذين يتخيلون أننا نحوز على أفكار واضحة حول كل منهما، هل يمكن لفكرة الجوهر أن تستقي من انطباعات الإحساس أو انطباعات التفكير؟ إذا كانت فكرة الجوهر تؤكدها لدينا حواسنا، فأنا أتساءل بأي حاسة منها وبأي طريقة؟ إذا كانت هذه الفكرة مدركة بالعين فيجب أن تكون لوناً، وإذا كانت مدركة بالأذن فيجب أن تكون صوتاً وإذا كانت مدركة باللمس فيجب أن تكون شيئاً ملموساً، أو باللسان فيجب أن تكون طعماً. لكنني أعتقد أن أحداً لن يقر بأن الجوهر لون أو صوت
أو ملمس أو طعم. وبالتالي يجب أن تكون فكرة الجوهر مستقاة من انطباعات التفكير إذا كانت موجودة على الحقيقة. لكن انطباعات التفكير تختزل إلى انفعالاتنا ومشاعرنا، وليس لأحد منها أن يقدم لنا جوهراً. إننا بالتالي ليس لدينا فكرة عن الجوهر مختلفة عن مجموع صفات جزئية .. إن فكرة الجوهر كما فكرة الحال، ليست سوى مجموع من أفكار بسيطة، موحدة عن طريق المخيلة، ويلحق بها اسم نستطيع عن طريقه استدعائها، سواء لأنفسنا أو للآخرين". ليس هناك وجود حقيقي لما يسمى بالجوهر. وسبب حضور هذه الفكرة في أذهاننا عادة عقلية في جمع صفات جزئية وأفكار بسيطة ترتبط معاً بعلاقات تحدثها المخيلة، ويطلق عليها اسماً عاماً بهدف إمكان التواصل مع الآخرين وإفهامهم ماذا نقصد. وبالتالي فالجوهر ليس سوى اسم كلي لمجموعة من الصفات والأفكار البسيطة. ولأن هيوم قد نظر إلى الجوهر على أنه مجرد اسم فإن مذهبه في المعرفة يسمى لهذا السبب بالمذهب الإسمي (بالإنجليزية: Nominalism). وتعد نظريته هذه حول الجوهر من أكثر النظريات الفلسفية ثورية في العصر الحديث، وأثرت على فلاسفة التحليل والوضعية المنطقية من جورج مور وراسل إلى فتجنشتين وآير، الذين اختزلوا البحث الفلسفي إلى بحث لغوى في معنى ودلالة الكلمات.

### الســـببية
يذهب هيوم إلى أن ما يجعلنا ندرك أن شيئاً ما سبب لشئ آخر هو قدرة الذهن على الربط بينهما وملاحظة أن الأول سبب أو مؤثر والثاني مسبب أو أثر. استخدام السببية في التفكير إذن هو عادة ذهنية. لكن يبحث هيوم عن أساس السببية وهل هو مفهوم الضرورة أم لا. الحقيقة أن كل الفلاسفة السابقين قد أسسوا السببية على الضرورة، حيث اعتقدوا أن هذا المفهوم قائم على ما في الطبيعة من ضرورة وكذلك على القوانين المنطقية والطابع المنطقي للتفكير. لا ينكر هيوم هذه الوجهة في النظر، ويذهب إلى أن السببية ليست إلا انتظاماً معيناً لتسلسل ما، وعلى هذا الأساس فلا يمكننا تقديم تبرير عقلي لسبب باعتباره قادراً على إحداث نتيجة ما، لأن السببية بذلك سوف تكون مجرد تتابع لأحداث، وليس في هذا التتابع أي ضرورة طبيعية أو منطقية. وكل ما تؤكده الخبرة هو ارتباط سبب بنتيجة في الماضي، أما الانتقال إلى حتمية هذا الارتباط في المستقبل فلا يمكن تبريره. بناءً على أحداث الماضي لا يمكن التنبؤ بأحداث المستقبل وما كان منتظماً في الماضي يمكن ألا يكون منتظماً في المستقبل دون الوقوع في أين تناقض عقلي. يقول هيوم في ذلك "إذا طرأ أي شك حول إمكان تغير نظام الطبيعة، وأن الماضي يمكن ألا يكون قاعدة للمستقبل، فسوف تصبح كل الخبرة بدون فائدة، ولن تؤدي بذلك إلى أي استدلال
أو نتيجة. من المستحيل أذن أن تكون أي حجة من الخبرة قادرة على ذلك التضامن بين الماضي والمستقبل، بما أن هذه الحجج مقامة على أساس هذا التطابق". وإذا لم يكن من الممكن تقديم حجة من الخبرة على ضرورة السببية، فإن هذا يفسر على أنها نتيجة استعداد ما في العقل البشري، وهذا الاستعداد هو العرف والعادة "طالما أنتج كل تكرار لفعل أو عملية نفس النتيجة، دون تدخل من استدلال أو عملية تخيلية يقوم بها الفهم، فنحن نقول أن هذا التوجه هو أثر للعادة. وباستخدامنا لهذا المصطلح لا نهدف تقديم سبب نهائي لهذا التوجه. نحن فقط نشير إلى مبدأ في الطبيعة الإنسانية، متعارف عليه عموماً، ومعروف جيداً عن طريق آثاره". وبهذه الطريقة فإن العادة هي التي تمكننا من التنبؤ بالمستقبل بناء على الماضي، وبالتالي نستطيع بها الحصول على أهدافنا، ونحدث انسجاماً بين نظام الطبيعة وتتابع أفكارنا. أما الاعتقاد في وجود أسباب نهائية أو علل أولى كما يعتقد أصحاب المذاهب الميتافيزيقية فلا مبرر له، وهو مجرد وهم وخرافة". وليس هناك وجود لأي ضرورة في مفهوم السببية الذي يعتمد على العادة، ذلك لأن المستقبل يمكن ألا يكون على شاكلة الماضي. وكل ما نستطيع أن نؤكده بناء على هذا المفهوم للسببية هو أن الانتظام الذي اكتشفته الخبرة في الماضي يمكن أن يحدث ويمكن ألا يحدث في المستقبل، بمعنى أن هذا الانتظام، وذلك الاتفاق بين الماضي والمستقبل يدخل في مجال الاحتمال probability وليس له أي علاقة بالضرورة. والاحتمال هو المفهوم الوحيد الذي يمكن التوصل إليه من الخبرة السابقة بناء على استدلال عقلي (26). ولا يمكن التوصل إلى أي ضرورة باستدلال عقلي، لأن هذا الاستدلال ليس سوى الاعتقاد في أن المستقبل سوف يكون على شاكلة الماضي، الاستدلال إذن قائم على اعتقاد وتوقع لا على أي ضرورة منطقية أو حتمية.

### الاعتقـــاد
يتساءل هيوم عن أصل اعتقادنا في وجود موضوعات العالم، وما إذا كان مؤسساً على الحس أو على العقل. ويقطع هيوم بأن الاعتقاد في الوجود المستقل للموضوعات عن العقل الإنسانى واستمرارها في هذا الوجود
لا يعتمد على الحس أو العقل أو حتى المخيلة. فالحواس غير قادرة على تأكيد الوجود المستمر للموضوعات في حالة غيابها عن أعضاء الحس (27). فإذا ذهبنا إلى أن الحواس قادرة على إدراك الموضوعات بعد أن تختفى فكأننا بذلك نقول أنها تعمل في غياب هذه الموضوعات، وهذا غير صحيح. وإذا كان للحواس دور في إدراك الموضوعات، فإن هذا الدور يتمثل في إدراكها للاختلاف والتمايز بين هذه الموضوعات، لا إدراكها لاستمرارها في الوجود. فكل انطباع للحواس هو إدراك لشئ واحد بسيط ليس فيه أي استمرار. وإذا كانت الحواس قادرة على إدراك الأشياء وإدراك شئ آخر غيرها وهو النفس الإنسانية، إلا أنها ليست قادرة على التمييز بينهما، ذلك لأن الحواس لا تدرك إلا الجسد الإنساني باعتباره شيئاً مادياً مثله مثل أي شئ مادي آخر في هذا العالم، لكنها لا تستطيع أن تدرك النفس ولا أن تميز بين النفس والجسد (28). ويأتي هيوم على الاحتمال الآخر هو أن العقل هو مصدر الوعي بوجود الموضوعات واستمرارها، ويذهب إلى أن هذه الحجة هي حجة الفلاسفة وحدهم، في حين أن كافة الناس يعتقدون في وجود واستمرار الموضوعات دون معرفتهم بالحجج العقلية التي يستخدمها الفلاسفة، وبالتالي يستبعد هيوم احتمال أن يكون العقل هو مصدر هذا الاعتقاد. أما الذاكرة والمخيلة فينكر هيوم أيضاً احتمال كونهما مصدر الاعتقاد في وجود الموضوعات لأن الذاكرة تحتفظ بما هو دائم في الخبرة، وكذلك المخيلة تتعرف على الموضوعات وعلى ثباتها واستمرارها بناء على اعتقاد مسبق في أنها مستمدة في الوجود. ومعنى هذا أن الاعتقاد في وجود الموضوعات واستمرارها يسبق تعرف الذاكرة والمخيلة عليها في الخبرة.
ولا يبقى أمام هيوم سوى القول بأن مصدر الاعتقاد في وجود واستمرار الموضوعات ليس سوى الاعتقاد الطبيعي Natural Belief، ويعني به نزوعاً أو توجهاً في الطبيعة البشرية يكمن في مستوى الوعي العادي والبسيط في الاعتقاد في وجود واستمرار الموضوعات، وما الحواس التي توهمنا بهذا الوجود، أو الذاكرة والمخيلة التي تستخدم هذا الاعتقاد وتطبقه في مجال الخبرة سوى أدوات في يد هذا الاعتقاد الطبيعي. هذا الاعتقاد الطبيعي مرتبط بالنزوع الإنساني وما لديه من توجهات وأهداف وغايات، أي مرتبط بالطبيعة الانفعالية للنفس البشرية لا بأي طبيعة عقلانية أو منطقية.

### الاحتمـــال
المعرفة عند هيوم هي إقامة علاقة بين الأفكار، سواء كانت هذه الأفكار ترجع مباشرة إلى انطباعات الحواس أو كانت ترجع إلى انطباعات التفكير. ومعنى هذا أن المعرفة تضم المضمون المادي الذي تمثله انطباعات الحواس والشكل النظري المجرد الذي تمثله انطباعات التفكير. ويذهب هيوم إلى أن كل العلاقات التي يمكن أن تظهر بين الأفكار تتمثل في سبعة: التطابق والهوية والعلاقات الزمانية والمكانية، والكم أو العدد، ودرجات الكيف، والتنافر، والسببية. ويقسم هيوم هذه العلاقات إلى نوعين: الأول يعتمد حصرياً على الأفكار التي تقارنها ببعضها البعض، وذلك مثل التطابق التنافر ودرجات الكيف وأعداد الكم. أما النوع الثاني فيعتمد على شئ من الاستدلال مثل الهوية والعلاقات الزمانية والمكانية والسببية. فعلى سبيل المثال فإن السببية لا تعتمد على إقامة مقارنة بين فكرة وأخرى بل تعتمد على استدلال من السبب إلى النتيجة أو العكس (29).
وينظر هيوم إلى الهندسة على أنها الفن الذي نقوم فيه بتثبيت التناسب بين الأشكال، وعلى الرغم من أنها تفوق أحكام الإحساس والمخيلة في درجة العمومية والدقة، إلا أنها لا تصل إلى النهاية القصوى للصدق، ذلك لأن المبادئ الأولى للهندسة تعتمد على ظهور الموضوعات العامة في الخبرة التجريبية، وبالتالي فإن نتائجها لا تزال مرتبطة بإمكانية تحققها في هذه الخبرة التجريبية. ويقصد هيوم بذلك أن الهندسة ليست يقينية تماماً. وقد كان هذا الرأي غريباً في عصر هيوم، لكن ثبتت صحته خاصة في أواخر القرن التاسع عشر وأوائل القرن العشرين عندما تم اكتشاف الهندسات اللاإقليدية التي تعتمد على مسلمات خاصة بالمكان تختلف عن مسلمات إقليدس. الهندسة الإقليدية مقامة على أساس تصور المكان باعتباره سطحاً ممتداً ذا أبعاد ثلاثة، أما الهندسات اللاإقليدية فتعتمد على تصور مختلف عن المكان باعتباره منحنياً وكروياً، وثبت بذلك أن الهندسة الإقليدية التي كان يعتقد في يقينها التام ليست إلا نوعاً من هندسات عديدة ممكنة كلها صحيح، وهي في نفس الوقت احتمالية، ذلك لأن كل نسق هندسي يعتمد على مسلمات خاصة عن طبيعة المكان، وبالتالي نتائج كل هندسة يقينية بالنسبة لمسلماتها فقط لا بالنسبة لتحققها في الواقع. ويبدو أن هذا ما كان يقصده هيوم من إدخال فكرة الاحتمال في الهندسة. وعلى عكس الهندسة فإن الجبر والحساب يتمتعان باليقين التام، وذلك لسبب رئيسي وهو عدم اعتمادهما على الظواهر
أو الخبرة التجريبية بل على استدلال عقلي خالص بناء على أفكارنا عن العدد (30). لا يتضمن الجبر والحساب ما إذا كانت نتائجها صحيحة بالنسبة للواقع، إذ ليس لهما علاقة بالخبرة التجريبية، والعلاقة الوحيدة التي يقيمانها هي مع العدد وحده الذي هو فكرة مجردة. ومن فكرة مجردة يمكن الوصول عن طريق الاستدلال العقلي إلى نتائج حتمية، وهذه الحتمية ليس مصدرها حتمية التطابق مع الواقع بل حتمية التطابق مع الفكرة المجردة عن طريق الاستدلال العقلي.
ويبحث هيوم في طبيعة الفكرة والاعتقاد، ويذهب إلى أن كل اعتقاد هو اعتقاد في فكرة. ولأنه يميز بين الفكرة على مستوى الحس والفكرة على مستوى العقل، فهو كذلك يميز بين الاعتقاد في فكرة حسية والاعتقاد في فكرة عقلية. والاعتقاد في فكرة حسية يعتمد على تلقي انطباعات حسية عنها ولذلك فهو يقيني، أما الاعتقاد في فكرة عقلية لا يتمتع باليقين المطلق بل بمجرد الاحتمال، لأن الفكرة العقلية مجرد صورة ذهنية عن الانطباع الحسي، أو هي ملاحظة ما يحدث في العقل من أفعال عند التعامل مع الانطباعات.
والاحتمال عند هيوم هو الاستدلال من افتراضات، وينقسم إلى نوعين، نوع يؤسس على الصدفة ونوع ينشأ عن الأسباب. فكل استدلال يبني على وجود شئ بالصدفة يتصف بأنه احتمالي والاستدلال المؤسس على الأسباب أيضاً احتمالي، لأنه يفترض أن الحالات التي تثبت فيها صلة بين سبب ونتيجة سوف تتكرر، أو أن السبب الذي أحدث نتيجة في الماضي سوف يحدث نفس النتيجة في المستقبل، لكن ليس هناك ما يؤكد لنا هذا الانتظام الحتمي بين السبب والنتيجة في الحالات التي لم تخضع بعد للخبرة التجريبية، وبالتالي فالاستدلال من الأسباب هو أيضاً احتمالي (31).

### الهوية الشخصية
ليست أشياء العالم الخارجي وحدها هي التي نعتقد في وجودها واستمرارها عبر الزمان، فهناك أيضاً الأشخاص، وأولهم الذات أو المرء باعتباره شخصاً. لكن كيف نحصل على فكرة عن الهوية الشخصية، أو وعي المرء بذاته باعتباره موجوداً ومستمراً عبر الزمان؟ ذهب هيوم إلى أن الذي يجعلنا نقطع بوجود شئ واستمراره عبر الزمان هو استقبالنا المستمر والدائم لانطباعات من هذا الشئ. لكن النفس الإنسانية ليست كذلك، فنحن لا نتلقى منها انطباعات مستمرة عبر حياتنا. وإذا كنا نحصل على انطباع عن أنفسنا، فإن هذا الانطباع يحدث في زمن محدد ولا يتكرر دائماَ. وبالتالي يصل هيوم إلى القول بأن فكرة النفس لا ترجع إلى الحواس، ويقول في ذلك: «عندما أتأمل في ذاتي دائماً ما أقف عند إدراك معين
أو آخر، عن الحرارة أو البرودة، الضوء أو الظل، الحب أو الكره، الألم
أو اللذة. لكنني لا أستطيع أن أمسك بذاتي في أي وقت دون إدراك ما،
ولا يمكنني أن ألاحظ أي شئ سوى هذا الإدراك الحسي»(32). فكل ما يحدث عندما ألاحظ نفسى هو سلسلة من الإدراكات الحسية التي تحضر أمام الحس الداخلي. هذه السلسلة من الإدراكات المتتابعة هي مجرد مجموعة من الانطباعات الجزئية، أما إلحاق هذه الانطباعات حول النفس بما يمكن أن يكون القوام أو الحامل أو الجوهر بالنسبة لها فهذا ما يرفضه هيوم، لأننا
لا نتلقى انطباعاً بشئ يمثل جوهر النفس. وما ينطبق على الإدراك الداخلي للانطباعات النفسية ينطبق كذلك على نتلقاه من انطباعات من أشياء العالم الخارجي، فليس في هذه الانطباعات ما يبرر القول بأننا نرى الأشياء واحدة وذات هوية ثابتة ووجود مستمر عبر الزمن. ورغماً عن ذلك فإننا نستمر في إلحاق الهوية بالأشياء وبذواتنا، وهذا يرجع إلى دافع أو نزوع طبيعي في طبيعتنا البشرية، وليس له ما يبرره في العالم الواقعي.

## الأخـــلاق
ينظر هيوم إلى السلوك الإنساني على أنه مشروط بالطبيعة الإنسانية، ولأنه ينظر إلى هذه الطبيعة الإنسانية على أنها طبيعة انفعالية في الأساس ولا يحتل فيها العقل إلا دوراً ضعيفاً، فهو يذهب إلى أن كل سلوك إنساني صادر عن الانفعالات Passions. وهذه الانفعالات تشكل أسباباً ودوافع للفعل، تماماً مثلما أن كل حادثة في الطبيعة تسبقها حادثة أخرى تسببها. ولا يعطي هيوم شأناً كبيراً بالحرية أو الإرادة في مجال السلوك الإنساني، فهو عنده مقيد بما لدى الإنسان من انفعالات، وهي تضم السعي نحو اللذة وتجنب الألم والحصول على المنفعة. والأهداف الإنسانية كلها ليست أهدافاً عقلية أو صادرة عن مبادئ عقلية، ولا يسلك الإنسان سلوكه اليومي بناء على قواعد العقل، بل بناء على طبيعته الانفعالية. لكن صدور كل الأفعال الإنسانية عن العواطف والرغبات والأهواء لا يجعلها ثابتة تتبع خط سير واحد ومعروف، بل يجعلها متقلبة ومتغيرة. يقول هيوم في ذلك: «ليس هناك ما هو أكثر تقلباً من الأفعال الإنسانية. فما هو الأكثر تغيراً سوى أهواء البشر؟ إن الإنسان هو الكائن الوحيد الذي يشذ بعيداً عن العقل السليم، بل وعن شخصيته واستعداده. إن ساعة واحدة، بل لحظة واحدة، كفيلة بأن تجعله يتغير من النقيض إلى النقيض.. إن الضرورة ثابتة ويقينية. لكن السلوك الإنساني غير ثابت وغير يقيني. وبالتالي فإن السلوك الإنساني لا يمكن أن ينشأ عن الضرورة»(33). وهكذا ينكر هيوم أي انتظام أو ضرورة في السلوك الإنساني، وينكر خضوعه لأي قواعد عقلانية ثابتة. وإذا كان السلوك الإنساني يتبع أسساً ما، فإن هذه الأسس هي ذاتها تتغير. إنها الأهواء والرغبات والانفعالات، تلك التي تجعل السلوك الإنساني غير منتظم مثلها تماماً.
ورغماً عن ذلك فإن الإنسان لا يستطيع أن يقوم بأي فعل إلا بناء على افتراض بأن الآخر سوف يقوم برد فعل معين إزاء أفعالنا، ولذلك فإن السببية هي اعتقاد يوجه السلوك، لكنها ليست سببية حقيقية بل مفترضة ومتوهمة، لأن الآخر يمكن أن يصدر عنه رد فعل مختلف عما كنا نتوقعه منه. فالسببية في الأفعال مثلها مثل السببية في الطبيعة، مجرد اعتقاد نتمكن به من التعامل مع المجتمع مثلما نتمكن من التعامل مع الطبيعة.
أما عن حرية الفعل الإنساني فإن لهيوم رأي خاص فيها. يُعتقد دائماً أن الحرية الإنسانية تتمثل في القدرة على القيام بأفعال بناء على الإرادة الحرة، ويُنظر إلى هذه الإرادة الحرة على أنها الإرادة العقلانية التي تؤدي إلى سلوك عقلاني سليم متفق مع قواعد العقل. لكن هيوم ينظر إلى الحرية الإنسانية على أنها صادرة عن إمكانية تغيير الإنسان لسلوكه بناء على رغباته وأهدافه. ليست الحرية الإنسانية عند هيوم مفهومة في إطار العقل والمنطق، بل مفهومة في إطار الطبيعة الانفعالية المتغيرة للبشر. فهو ينظر إلى تقلب السلوك البشري على أنه هو هذه الحرية الإنسانية ذاتها. فليس العقل هو ما يجعل الإنسان حراً، بل طبيعته المتغيرة المتقلبة المشروطة بالانفعالات. فلا يمكن أن يكون العقل مصدراً للحرية، لأن اتباع العقل هو الضرورة وهو الحتمية بعينها، ويستطيع الإنسان الانفلات من الضرورة والحتمية بناء على طبيعته المضادة للعقل. ولا يعني خروج السلوك الإنساني عن العقل أن هذا السلوك غير منتظم وبدون أسباب، بل على العكس، إذ يعني أن السلوك الإنساني مبدأه الأساسي العاطفة والانفعال والرغبات والأهواء. هذه هي القواعد اللاعقلانية للسلوك الإنساني. ويجب أن نتنبه هنا إلى أن هيوم بعكس معظم الفلاسفة السابقين عليه لا يصف السلوك الإنساني كما يجب أن يكون، بل يصف السلوك الإنساني كما هو قائم بالفعل. لقد درج الفلاسفة دائماً على الربط بين السلوك الإنساني والعقل والحرية، هادفين بذلك إثبات أن الحرية الإنسانية لا يمكن أن تتحقق إلا في إطار العقل، لكنهم بذلك لم يكونوا يصفون ما هو قائم بل ما يجب أن يكون، ولقد آثر هيوم أن يصف السلوك الإنساني كما هو حادث بالفعل، كجزء من منهجه التجريبي الذي لا يقحم أي معيار خارجي يراد للسلوك الإنساني أن يتوافق معه، بل الذي يبحث في السلوك القائم بالفعل كما يوجهه.
ومثلما أنكر هيوم أن يكون للعقل دور في السلوك الإنساني، فهو أيضاً ينكر دوره في مجال الأخلاق. ويثبت هيوم ذلك عن طريق توضيح أن
ما يجعلنا نصدر أحكاماً أخلاقية حول ما إذا كان فعل ما فضيلة أو رذيلة، صح أو خطأ، مستحق الثناء والمديح أو اللوم والذم، لا يعتمد على فكرة مجردة
أو قيمة عقلية نتوصل إليها باستدلال أو برهان، بل يعتمد على ما لدينا من رغبات وانفعالات وأهواء. فإصدار حكم أخلاقي يعتمد على انطباع
ما، وهذا الانطباع يأخذ صورة إحساس أو انفعال. فالبشر يجدون أنفسهم مدفوعين نحو القيام بفعل ما لأنهم يعتقدون أنه خيِّر أو صحيح، أو لأنهم يعتقدون أنه لن يؤدي إلى الخطأ أو إلى نتائج سلبية وخيمة. وعلى الرغم من أن هذا الاعتقاد يبدو عليه العقلانية إلا أنه ليس كذلك، لأنه موجه عن طريق السليقة والتلقائية لا البرهان العقلي أو الاستدلال من قيم أخلاقية عليا. «العقل وحده عاجز في هذا المجال. إن قواعد الأخلاق ليست ناتج استدلالي عقلي»(34). بل نتاج اعتياد الناس على جني المنافع وتجنب الضرر، والسعي نحو المنافع وتجنب الأضرار شئ خاص بالانفعال لا العقل.
وما يجعل فعل ما فضيلة أو رذيلة ليس أي مبدأ عقلي أو قيمة أخلاقية بل الدوافع الانفعالية التي أدت إلى هذا الفعل والظروف المحيطة بالفعل. ولأن هذه الظروف المحيطة معطاة سلفاً ويجد الفاعل نفسه محاطاً بها، فإن أي سلوك إنساني يصدر وفقها لن يكون صادراً عن الاحتكام للعقل بل سيكون مجرد رد فعل عليها أو استجابة لها. ودائماً ما يكون الفعل الصادر عن الظروف المحيطة مجرد رد فعل، تنتفي فيه الإرادة العقلانية وتتحكم فيه الأهواء والمصالح الذاتية. ويميل هيوم إلى اعتبار أن الفضيلة والرذيلة ليستا إلا وجهة نظر إنسانية بحتة صادرة عن الطبيعة البشرية وليس لهما وجود موضوعي في العالم، ذلك لأنهما مؤسسان على فكرتي الخير والشر. والخير والشر عنده مجرد انطباع انفعالي. فالفيضانات والبراكين والزلازل ليست إلا ظواهر طبيعية، أما في نظر الإنسان فتصبح شراً أو عقاباً، وذلك لما لها من آثار سلبية على الحياة الإنسانية. وكذلك الحال بالنسبة للأفعال الإنسانية التي توصف بالفضيلة أو الرذيلة، أو الخير أو الشر، فهذه الأشياء ليست قيماً مطلقة وليس لها وجود واقعي مستقل عن انفعالات البشر، لكن يستخدمها الناس باعتبارها مبادئ أخلاقية بالنظر إلى ما يعود عليهم من نفع أو ضرر. وليست الفضيلة واحدة
أو ثابتة، بل هي نسبية، لأن الفعل الفاضل في ظروف معينة يمكن أن ينقلب إلى رذيلة في ظروف أخرى، والحال كذلك مع الرذيلة التي يمكن أن تتحول إلى فضيلة في ظروف مختلفة. ومعنى هذا أنه ليست هناك قيم أخلاقية واحدة وثابتة، بل هي دائماً نسبية ومتغيرة، والظروف المحيطة هي التي تحدد ما إذا كان فعل ما فضيلة أو رذيلة. والفضيلة والرذيلة لا يحددان السلوك قبل أن يقوم الإنسان بالفعل، بل هما نتيجة التأمل في توابع هذا الفعل بعد أن يحدث، ولذلك فهما لا يوجهان أي شئ بل هما مجرد انطباع أخلاقي عن الفعل الذي تحقق في السابق. ويضرب هيوم مثالاً توضيحياً على ذلك بالقتل المقصود. يُعتقد أن القتل المقصود رذيلة، إلا أن الحرب ليست إلا هذا القتل المقصود بعينه ويُنظر إليها على أنها فضيلة، بل على أنها أسمى درجات الشرف. ولا يدخل البشر في حروب بعد أن يحددوا ما إذا كانت فضيلة أم رذيلة، بل يدخلون في الحرب أولاً ثم يبررون سلوكهم هذا بأنه فضيلة، وآخرون ينظرون إلى نفس هذه الحرب على أنها رذيلة، ربما إذا كانوا الطرف المهزوم. بعد أن تضع الحرب أوزارها ينظر إليها فريق عل أنها كانت فضيلة وهم الطرف المنتصر وينظر إليها الطرف الآخرة المهزوم على أنها كانت رذيلة، أو اعتداء سافر على الرغم من أن هذا الطرف كان يمكن أن ينظر إليها على أنها فضيلة إذا كان هو المنتصر.

## تركة هيوم
كانت المشكلة الأساسية بالنسبة لهيوم هي مشكلة المعرفة: طبيعتها ووجودها. استفاد هيوم من لوك في حله لهذه المشكلة، ذلك لأنه استعار من لوك «المنهج التجريبي في الاستدلال أو البرهان»، واعترف بأن لوك قد سبقه في البدء بدراسة الفهم البشري كنقطة أولى لدراسة المعرفة. إلا أن استخدام هيوم للمنهج التجريبي تميز عن استخدام لوك له في الدقة والصرامة المنهجية، بل والشجاعة التي أدت بهيوم إلى السير مع الفلسفة التجريبية حتى نهايتها المنطقية والتي تمثلت عنده في نزعة شكية أو نسبية، إذ ذهب هيوم إلى أن كل معارفنا نسبية ودرجة الاحتمال فيها عالية، وأننا لا نستطيع أن نعرف بدقة الطبيعة الحقيقية لموضوعات الميتافيزيقا مثل النفس والألوهية والحرية والغائية. كل ما نعرفه معرفة يقينية هو أشياء العالم الحسي التجريبي الخاضع للإدراك الحسي والخبرة التجريبية، فهذا هو الحد النهائي للمعرفة البشرية الذي لا تستطيع تجاوزه. والحقيقة أن كانط سوف لن يتوصل إلى أكثر من هذه النتيجة، حتى أن بعضاً من أوائل قراء كتاب كانط «نقد العقل الخالص» ذهب إلى أن كانط ليس إلا هيوم ألماني، هيوم يكتب بالألمانية. لكن يجب أن نحذر القارئ هنا من الاعتقاد أن كانط لم يفعل شيئاً إلا أن كرر فلسفة هيوم أو وصل إلى نفس نتائجه لكن بطرق أخرى عقلية بدلاً من الطريق التجريبي لهيوم، ذلك لأن فلسفة كانط، وعلى الرغم من أنها تؤكد على النتيجة التي توصل إليها هيوم حول محدودية المعرفة البشرية، لم تكن تهدف إلى مجرد بيان حدود ونطاق المعرفة البشرية بل هدفت في المقام الأول نقد الميتافيزيقا التقليدية من منطلق نقد الملكة الذهنية المختصة بالبحث في موضوعات الميتافيزيقا وهي العقل الخالص. ومن هنا نستطيع القول بأن هيوم قد استبق كانط في جزء صغير ومحدد في فلسفته وهو بيان حدود الإدراك الحسي وملكة الفهم البشري، إلا أن كانط قد فاقه بمراحل في فحص ملكة العقل الخالص التي لم يبحثها هيوم مطلقاً.
ذهب هيوم إلى أن كل معرفة هي معرفة بشرية، أي ظاهرة إنسانية، وكي نعرف طبيعة المعرفة البشرية ونوضح النسق العام الذي يضم كل العلوم التي يمكن أن تنتجها المعرفة البشرية فيجب البدء بالبحث في الطبيعة البشرية. ولهذا ا لسبب يضع هيوم عنوان أحد أهم مؤلفاته تحت اسم «بحث في الطبيعة البشرية». والطبيعة البشرية عنده تبدأ بالإحساس وبملكة الإدراك الحسي، ثم ملكة الفهم التي تستقبل من الحواس انطباعات تعاملها كأفكار وتشتغل عليها وتقيم بينها علاقات. إن الطبيعة البشرية التي يقصدها هيوم هي طبيعة سيكولوجية، ولذلك فإن نظريته في المعرفة لكونها تعطي الأولوية للإدراك الحسي فهي تعد نظرية سيكولوجية. وقد ذهب هيوم إلى أن العلم الحقيقي للطبيعة البشرية هو علم النفس، وإلى أن الفلسفة الحقة يجب أن تكون سيكولوجيا للمعرفة، الفلسفة الحقة عنده هي علم النفس. وقد كان هذا الإعلان من قبل هيوم ثورياً في عصره، إذ
لم يسبق لأحد من المفكرين أن قطع بأهمية علم النفس في الفلسفة، وكان هيوم بذلك سابقاً لسلسلة من المفكرين في القرنين التاسع عشر والعشرين الذين عاملوا علم النفس على أنه الباب الذي يجب أن تدخل منه الفلسفة لدراسة موضوعاتها، مثل وليم جيمس وهرمان لوتزه وهوسرل. والملاحظ أن هؤلاء الذين أعطوا علم النفس الأولوية كأداة للبحث في موضوعات الفلسفة ينتمون إلى مذاهب في غاية الاختلاف، فوليم جيمس براجماتي، وهرمان لتوتزة مثالي، وهوسرل هو مؤسس فلسفة الفينومنيولوجيا أو علم ظواهر الوعي. والحقيقة أنه من كثرة الانتقادات والهجوم الذي تعرضت له فلسفة هيوم منذ أن ظهرت هذه الفلسفة وطوال القرون من الثامن عشر إلى العشرين قد جعل مهاجميه لا ينتبهون إلى تأثيره القوي على كل الاتجاهات الفلسفية من بعده.

## مؤلفاته[45]
- 1739- رسالة في الطبيعة البشرية في جزأين
- 1740 - موجز الرسالة في الطبيعة البشرية
- 1741 - مباحث أخلاقية وسياسية
- 1748 - محاولات فلسفية في الفاهمة البشرية، الذي آعيدت تسميته في طبعة 1758 بمبحث في الفاهمة البشرية
- 1751 - مبحث في الأخلاق
- 1752 - مقالات سياسية
- 1754 - تاريخ انكلترا، المجلد الأول (عهدا جاك الأول وشارل الأول)
- 1756- تاريخ انكلترا، المجلد الثاني (تاريخ آل ستيوارت) و (تاريخ انكلترا منذ اجتياح يوليوس قيصر إلى هنري الرابع)
- 1779 - محاورات في الدين الطبيعي، الذي أعده في عام 1769

## وصلات خارجية
- ديفيد هيوم على موقع الموسوعة البريطانية (الإنجليزية)
- ديفيد هيوم على موقع إن إن دي بي (الإنجليزية)
- مؤلفات ديفيد هيوم في مشروع غوتنبرغ
- أعمال أو نبذة عن ديفيد هيوم على أرشيف الإنترنت